# Nandita Das
Nandita Das (ur. 7 listopada 1969 w Delhi) – indyjska aktorka, grająca przeważnie w filmach niezależnych i artystycznych pokazywanych na międzynarodowych festiwalach.

## Życiorys
Córka sławnego malarza indyjskiego Jtina Das i pisarki Varsha’i Das. Dwukrotnie zamężna, aktualnie rozwiedziona. Karierę aktorską zaczynała, pracując przez 6 lat w teatrze ulicznym. Mieszka w Delhi. Działa w organizacjach pomagających dzieciom.
Gra od 1989 roku. Największą sławę przyniosły jej role w kontrowersyjnych filmach Deepy Mehty Ogień (1996) i Ziemia (1998). Nagrodzona na MFF w Kairze za rolę w filmie Aamaar Bhuvan (2002), na MFF w Santa Monica za Piasek (2000) oraz dwukrotnie nominowana za Bewabdar.
Zasiadała w jury konkursu głównego na 58. MFF w Cannes (2005) oraz w jury sekcji "Cinéfondation" na 66. MFF w Cannes (2013).

## Filmografia
1. Ramchand Pakistani (2008) – Champa
2. A Drop of Life (2007) – Mira Ben
3. Naalu Pennungal (2007) – The Spinster
4. Before the Rains (2007)
5. Podokkhep (2006) – Megha
6. Maati Maay (2006) – Chandi
7. Provoked: A True Story (2006) – Radha Dalal
8. The Wonder Pets – Bengal Tiger
9. Fleeting Beauty (2005) – Induska
10. Vishwa Thulasi (2004) – Thulasi
11. Ek Din 24 Ghante (2003) – Sameera Dutta
12. Kagaar: Life on the Edge (2003) – Aditi
13. Shubho Mahurat (2003) – Mallika Sen
14. Supari (2003) – Mamta Shekari
15. Bas Yun Hi (2003) – Veda
16. Ek Alag Mausam (2003) – Aparna Suresh Verma
17. Lal Salaam (2002) – Rupi
18. Całus w policzek (2002) – M.D. Shyama
19. Azhagi (2002) – Dhanalakshmi
20. Pitaah (2002) – Paro
21. Solla Marantha Kathai (2002)
22. Kannaki (2002) – Kannaki
23. Aamaar Bhuvan (2002) – Sakhina
24. Daughters of This Century (2001) – Charu
25. Aks (2001) – Supriya Verma
26. Bawandar (2000) – Saanvri
27. Saanjh (2000)
28. Hari-Bhari: Fertility (2000) – Afsana
29. Rockford (1999) – Lily Vegas
30. Deveeri (1999) – Deveeri (Akka)
31. Ziemia (1998) – Shanta, the Ayah
32. Janmadinam (1998) – Sarasu
33. Hazaar Chaurasi Ki Maa (1998) – Nandini Mitra
34. Ogień (1996) – Sita
35. Parinati (1989)